# 1580
- Wikisource

| Calendário gregoriano                                                        | 1580 MDLXXX                                          |
| Ab urbe condita                                                              | 2333                                                 |
| Calendário arménio                                                           | 1029 – 1030                                          |
| Calendário bahá'í                                                            | -264 – -263                                          |
| Calendário budista                                                           | 2124                                                 |
| Calendário chinês                                                            | 4276 – 4277 Início a 16 de janeiro (aproximadamente) |
| Calendário copta                                                             | 1296 – 1297                                          |
| Calendário etíope                                                            | 1572 – 1573                                          |
| Calendários hindus - Vikram Samvat - Calendário nacional indiano - Cáli Iuga | 1635 – 1636 1501 – 1502 4680 – 4681                  |
| Calendário Holoceno                                                          | 11580                                                |
| Calendário islâmico                                                          | 988 – 989                                            |
| Calendário judaico                                                           | 5340 – 5341                                          |
| Calendário persa                                                             | 958 – 959                                            |
| Calendário rúnico                                                            | 1830                                                 |
| Calendário solar tailandês                                                   | 2123                                                 |

1580 (MDLXXX, na numeração romana) foi um ano bissexto do século XVI do Calendário Juliano, da Era de Cristo, e as suas letras dominicais foram  C e B (52 semanas), teve início a uma sexta-feira e terminou a um sábado.
| Ano completo                          |
| ------------------------------------- |
| Ano bissexto com início à sexta-feira |

## Eventos
- Depois da morte do cardeal-rei D. Henrique, Portugal perde a independência para Espanha. O domínio dos Habsburgos em Portugal haveria de se manter até 1640.
- Batalha de Alcântara entre o Prior do Crato e Castela.
- A cidade de Saray-Jük é destruída por grupos cossacos não-controlados pelo governo russo.
- A Holanda torna-se o primeiro país a possibilitar o casamento civil como opção, permitindo assim aos católicosse unirem em matrimônio, pois até então a igreja holandesa era dissidente da Igreja romana.
- Têm início a conquista da Sibéria pela Rússia, liderada por Yermak Timofeievich.
- Instituição do governo-geral dos Açores com sede em Angra, ilha Terceira, Açores.
- Nomeação de Luiz de Figueiredo Lemos no cargo de deão da Sé de Angra, ilha Terceira.
- Início da construção da Fortaleza de São João Baptista da Ilha Terceira.
- Chegam à Terceira as notícias da aclamação de António I de Portugal e de iminente invasão espanhola a Portugal: as tropas de D. António são derrotadas na batalha de Alcântara;
- O Forte de São Sebastião foi dado como concluído embora incompleto, uma vez que lhe faltava praticamente toda a muralha leste, voltada à baía das Águas. De qualquer modo, encontrava-se bem guarnecido e artilhado, tendo contribuído para afastar a esquadra de D. Pedro de Valdez em 1581, dando lugar ao subsequente desembarque e batalha da Salga.
- Construção de uma linha de trincheiras, aberta junto ao Porto das Cinco Ribeiras no contexto da crise de sucessão de 1580, entre 1579 e 1581, por determinação do corregedor dos Açores, Ciprião de Figueiredo e Vasconcelos conforme o plano de defesa da ilha elaborado por Tommaso Benedetto, e que em 1653 deu origem ao Forte das Cinco Ribeiras.[1]

## Abril
- 28 de Abril - Início dos movimentos telúricos que levaram à erupção do vulcão da Queimada, Velas, ilha de São Jorge e que culminou no dia 1 de Maio, pela manhã, com o surgimento nos montes sobranceiros à localidade da Queimada, de duas crateras eruptivas seguidas.[2]

## Maio
- 11 de Maio - Mercê da comenda da ilha de Santa Maria, Açores a D. Jerónimo Coutinho.

## Nascimentos
- 26 de Junho - Pedro Claver, santo missionário jesuíta da Catalunha (m.1654)
- 17 de Setembro - Francisco de Quevedo, escritor espanhol (m. 1645)
- 2 de Novembro - Marco Aurelio Severino, médico, cirurgião e anatomista italiano (m. 1656).
- Manuel Álvares, jesuíta missionário português (m. 1617)

## Mortes
- 31 de Janeiro - Rei Henrique I de Portugal. (n. 1512)
- 10 de Junho - Luís de Camões. (n. 1524)
- 2 de Outubro - Manuel de Almada, 4.º bispo de Angra
- 9 de Outubro - Emmanuele Tremellius, foi um gramático, hebraísta e tradutor da Bíblia italiano (n. 1510)
- João Ramalho, aventureiro, explorador, português, que se meteu pelos matos brasileiros e foi dos primeiros a confraternizar com o gentio. m. 1493.
- Ruy López de Segura, enxadrista espanhol (n. 1540).

## Por tema
- 1580 na arte
- 1580 na literatura